# 山崎正三・都家文路
山崎正三・都家文路（やまざきしょうざ・みやこやふみじ）は、昭和期に活躍した夫婦漫才（音曲漫才）。
戦後あほだら経を売りにした数少ない夫婦のコンビ。あほだら経の特徴であった小さな三つの木魚を叩いていた。1934年にコンビ結成。正三が亡くなるまでコンビを続け、戦後は吉本興業の花月などで活動していたが、最晩年はキタの東宝系の演芸場「トップホット」に出演。

## メンバー
- 山崎正三（やまざきしょうぞう、後にしょうざ、1906年 - 1983年11月6日）本名は山崎源次郎。立ち位置は向かって左。

大阪府の生まれ。
あほだら経の初代若松家正右衛門の門下。色々コンビを変えている。初名を若松家正蔵。後に山崎正三を名乗る。
元は「しょうぞう」と読んでいたが、周りから「しょうざ」と読まれたので後に「しょうざ」と名乗る。しかし、最晩年は元の読み方「しょうぞう」としていた。
関西芸能親和協会副会長、1982年に人生幸朗の没後は会長。
洋服も多かったが、ワッハ上方には着物を着てあほだら経を演じる映像がある。
- 都家文路（みやこやふみじ、1913年 - 没年不詳）本名は山崎（旧姓不明）文子。立ち位置は向かって右。

ぼやき漫才の都家文雄・静代の門下。色々コンビを変えている。
和服。

## エピソード
- 正三は背中に未完成の花魁の刺青が彫られていた。これは10代のころに巡業先で博打をした際、博打に負けた相手が彫師で借金のかたで刺青を彫らされる。その後も借金をして払えなくなり刺青が増え始めたが、後に彫師の元を離れたため、結局未完成の刺青だけ残った。